# Raffaele Mauro
Raffaele Mauro (Napoli, 18 giugno 1954) è un politico italiano.
È stato presidente della Provincia di Isernia dal 1999 al 2009

## Biografia
Laureato in giurisprudenza, è stato presidente dell'Ordine degli Avvocati della provincia di Isernia per dieci anni fino al 1999. Nel 1996 si è candidato al Senato nel collegio di Isernia: sostenuto dal Polo per le Libertà, ottenne il 42,3% e venne sconfitto dal rappresentante dell'Ulivo Antonino Valletta.
Nel 2000 è stato insignito dal Presidente Ciampi dell'onorificenza di Commendatore della Repubblica. Esponente di spicco di Alleanza Nazionale, il 28 giugno 1999 è stato eletto per la prima volta presidente della Provincia di Isernia, poi riconfermato per il secondo mandato. È stato nominato dall'UPI (Unione Province d'Italia) componente della delegazione italiana presso il Congresso Poteri Locali del Consiglio d'Europa a Bruxelles. È attualmente componente del Consiglio Nazionale Forense. Da dicembre 2009 è Consigliere regionale del Molise, gruppo AN.
È stato rieletto presidente della provincia nel turno elettorale del 2004 (ballottaggio del 26 e 27 giugno), raccogliendo il 52,7% dei voti in rappresentanza di una coalizione di centrodestra.
Nel 2012 si è candidato per la carica di sindaco a Isernia, sostenuto da Futuro e Libertà e da una lista civica, fermandosi al primo turno con l'11,61% dei voti ottenuti.